# Emilio Gómez
Emilio Gómez, né le 28 novembre 1991 à Guayaquil, est un joueur de tennis équatorien, professionnel depuis 2013.
Il est le fils d'Andrés Gómez, vainqueur à Roland-Garros en 1990, ainsi que le cousin de Roberto Quiroz et des frères Nicolás et Giovanni Lapentti, tous joueurs de tennis.

## Carrière
Emilio Gómez passe professionnel en 2013 après trois ans passés à l'université de Caroline du Sud. Il obtient des résultats probants dès sa première année sur le circuit avec deux titres en Futures, trois quarts et une demi-finale en Challenger, ainsi qu'un second tour au tournoi ATP de Bogota. En 2014, il est demi-finaliste à Salinas et Manta. Il fait aussi ses débuts en Grand Chelem et atteint le dernier tour des qualifications de l'US Open. Après une période de mauvais résultats également marquée par une blessure à l'épaule, il rebondit sur le circuit Challenger en 2019, atteignant trois demi-finales, une finale à Monterrey, suivie d'un premier titre à Tallahassee. Il gagne près de 230 places cette saison pour finir dans le top 150.
En 2020, il sort des qualifications des Internationaux de France et s'incline au premier tour contre l'Italien Lorenzo Sonego (66-7, 6-3, 6-1, 64-7, 6-3). En 2021, il s'adjuge son second Challenger à Salinas après avoir sauvé deux balles de matchs en finale contre Nicolás Jarry. Il se qualifie également pour les tournois de Washington et d'Indian Wells.
Membre de l'équipe d'Équateur de Coupe Davis depuis 2010, il en est le leader depuis 2014. Il a notamment participé aux barrages du Groupe mondial en 2013 contre la Suisse et à la phase finale en 2021 où il a affronté Pablo Carreño Busta et Daniil Medvedev. En 2016, il bat le Barbadien Adam Hornby sur le score de 6-0, 6-0, 6-0.

## Parcours dans les tournois duGrand Chelem

### En simple
| Année | Open d'Australie | Open d'Australie | Internationaux de France | Internationaux de France | Wimbledon | Wimbledon | US Open | US Open |
| ----- | ---------------- | ---------------- | ------------------------ | ------------------------ | --------- | --------- | ------- | ------- |
| 2020  | —                | —                | 1er tour (1/64)          | Lorenzo Sonego           | —         | —         | —       | —       |
|       |                  |                  |                          |                          |           |           |         |         |
| 2022  | 1er tour (1/64)  | Marin Čilić      | —                        | —                        | —         | —         | —       | —       |

N.B. : à droite du résultat se trouve le nom de l'ultime adversaire.

## Parcours dans lesMasters 1000
| Année | Indian Wells       | Miami                | Monte-Carlo | Madrid | Rome | Canada              | Cincinnati | Shanghai | Paris |
| ----- | ------------------ | -------------------- | ----------- | ------ | ---- | ------------------- | ---------- | -------- | ----- |
| 2016  | —                  | —                    | —           | —      | —    | 1er tour L. Pouille | —          | —        | —     |
| 2021  | 2e tour P. Carreño | —                    | —           | —      | —    | —                   | —          | n.o.     | —     |
| 2022  | —                  | 1er tour Y. Nishioka | —           | —      | —    | —                   | —          | n.o.     | —     |

N.B. : sous le résultat se trouve le nom de l’ultime adversaire.

## Classements ATP en fin de saison
| Année          | 2006 | 2007 | 2008 | 2009 | 2010 | 2011 | 2012 | 2013 | 2014 | 2015 | 2016 | 2017 | 2018 | 2019 | 2020 | 2021 | 2022 |
| Rang en simple | –    | –    | 1823 | 674  | 687  | 1142 | 607  | 306  | 325  | 318  | 289  | 531  | 343  | 147  | 160  | 149  | 107  |
| Rang en double | 1660 | –    | 1611 | 390  | 581  | 1171 | 833  | 370  | 442  | 288  | 407  | 901  | 644  | 361  | 463  | 363  | 510  |

Source : (en) Classements de Emilio Gómez sur le site officiel de la Fédération internationale de tennis